# Елеонора фон Щолберг-Вернигероде
Елеонора фон Щолберг-Вернигероде (на немски: Eleonore Gräfin zu Stolberg-Wernigerode; * 20 февруари 1835, Гедерн, Хесен; † 18 септември 1903, Илзенбург, Харц) е графиня от Щолберг-Вернигероде и чрез женитба принцеса от младата линия на Ройс-Кьостриц. Тя е немска поетеса на църковни песни.

## Биография
Тя е дъщеря на наследствен граф Херман фон Щолберг-Вернигероде (1802 – 1841) и графиня Ема Луиза София Виктория Хенриета Аделхайд Шарлота фон Ербах-Фюрстенау (1811 – 1889), дъщеря на граф Албрехт фон Ербах-Фюрстенау (1787 – 1851) и принцеса София Емилия Луиза фон Хоенлое-Нойенщайн-Ингелфинген (1788 – 1859). Брат ѝ княз Ото фон Щолберг-Вернигероде (1837 – 1896) e вице-канцлер при Ото фон Бисмарк и се жени на 22 август 1863 г. в Щонсдорф за принцеса Анна Елизабет Ройс-Кьостриц (1837 – 1907).
След смъртта на съпруга ѝ през 1886 г. Елеонора фон Щолберг-Вернигероде се връща обратно в Илзенбург, където живее заедно със старата си майка, графиня Ема фон Ербах-Фюрстенау († 1889). Тя се ангажира като дякон и литературно в църковната община в Илзенбург.
Елеонора фон Щолберг-Вернигероде умира на 68 години на 18 септември 1903 г. в Илзенбург. Погребана е до входа на тамошната „църква Мария“. Гробният ѝ камък е запазен и днес.

## Фамилия
Елеонора фон Щолберг-Вернигероде се омъжва на 13 септември 1855 г. в Илзенбург за 57-годишния вдовец граф/принц Хайнрих LXXIV Ройс-Кьостриц (* 1 ноември 1798, Брауншвайг; † 22 февруари 1886, Янкендорф). Тя е втората му съпруга. Те имат пет деца:
- Хайнрих XXV Ройс-Кьостриц (* 27 август 1856, Янкендорф; † 25 август 1911, Грос-Крауше), принц, женен за графиня Елизабет фон Золмс-Лаубах (* 29 октомври 1862; † 8 април 1930); имат шест деца
- Мария Клементина Ройс-Кьостриц (* 18 май 1858; Янкендорф; † 24 януари 1929, Кьостриц), принцеса
- Ема Елизабет Ройс-Кьостриц (* 10 юли 1860, Янкендорф; † 2 декември 1931, Михелдорф, Каринтия), принцеса, омъжена на 27 май 1884 г. за братовчед си княз Хайнрих XXIV Ройс-Кьостриц (* 8 декември 1855; † 2 октомври 1910)
- Анна Хелена Ройс-Кьостриц (* 14 септември 1864, Янкендорф; † 29 март 1876, Янкендорф)
- Хайнрих XXXI Ройс-Кьостриц (* 10 декември 1868, Янкендорф; † 9 август 1929, Вроцлав/Бреслау), „принц фон Хоенлойбен“, немски посланик в Иран (1912 – 1916), отказва се от правата си и титлата „княз фон Хоенлойбен“ на 15 октомври 1918 г., женен (морг.) в Берлин на 29 октомври 1918 (развод 1929) за Илза Мария Гьоргес (* 7 юли 1892; † 17 август 1938), вдовица на Ерих Дич

## Известни стихотворения и песни
- Das Jahr geht still zu Ende, 1867
- Ich bin durch die Welt gegangen
- Es geht so leicht durchs Erdenleben
- Es ist vollbracht! Das Leiden ist erfüllt
- Heimgehen, selig werden, o wunderbares Wort!
- Nun hab ich dich, hier hast du mich
- Sieh ich breite voll Verlangen
- Erinnerungen von El., 1883

### Издания
- Friederike Gräfin von Reden geb. Freiin Riedesel zu Eisenbach. Ein Lebensbild nach Briefen und Tagebüchern, Berlin 1888
- Adolf von Thadden-Trieglaff. Ein Lebensbild, Berlin 1890
- Erinnerungen an das alte Wernigerode; Wernigerode 1900
- Philipp von Nathusius Jugendjahre, Berlin Verlag von Wilhelm Hertz 1896
- Philipp von Nathusius – Das Leben und Wirken des Volksblattschreibers, Verlag des Lindenhofes zu Neinstedt am Harz 1900